# Richard Winfred Anane
Richard Winfred Anane (* 12. März 1954 in Kumasi) ist ein ghanaischer Politiker und Humanmediziner. Er war von 2001 bis zum 31. Juli 2007 Minister für Straßenverkehr in der Regierung von John Agyekum Kufuor.

## Ausbildung
Anane besuchte in seiner Geburtsstadt Kumasi in der Ashanti Region die Asanteman Secondary School, in der er auch sein GCE-O-Level-Zertifikat erwarb. An der Aggrey Memorial Secondary School in Cape Coast war er zwischen 1974 und 1976. Später schrieb er sich an der Kwame Nkrumah Universität für Wissenschaft und Technik (Kwame Nkrumah University für Science and Technology, KNUST) in Kumasi im Fach Humanmedizin ein.

## Karriere
Nach seinem Medizinstudium in Kumasi arbeitete er als Arzt im Komfo Anokye Teaching Hospital, Kumasi. Im Jahr 1990 wurde er zum Senior Medical Officer befördert und wechselte im Jahr 1998 als medizinischer Direktor an das Hebrona Hospital.
Politisch begann die Karriere von Anane im Jahr 1980 in der USA-Abteilung in der Popular Front Party (PFP). Bereits im Jahr 1981 wurde er Präsident der Universitätsabteilung der All Peoples’ Party. Er war als Koordinator für den nördlichen Sektor im Progress Youth Club und wurde Mitglied der momentanen Regierungspartei New Patriotic Party (NPP). Anane ist Mitglied des Nationalrates (National Council) der NPP.
Bei den Wahlen 1996 sowie 2000 kandidierte Anane für die NPP und zog in das ghanaische Parlament ein. In der vierten Republik in der zweiten Regierung war Anane Minderheitensprecher für Ernährung und Landwirtschaft sowie Mitglied des Ausschusses für die Angelegenheiten von Kakao sowie Ernährung und Landwirtschaft. Ferner ist Anane zuständiges Parlamentsmitglied für Gesundheit.